# Claire-Mélanie Sinnhuber
Pour les articles homonymes, voir Sinnhuber.
Claire-Mélanie Sinnhuber, née le 12 décembre 1973, est une compositrice franco-suisse.

## Biographie
Elle a étudié la composition au Conservatoire national supérieur de musique et de danse de Paris ainsi qu’à l’Institut de recherche et coordination acoustique/musique avec Sergio Ortega, Allain Gaussin, Ivan Fedele, Philippe Leroux et Frédéric Durieux.
Sa musique est interprétée par diverses formations dont  l’ensemble Aleph, Accroche Note, Contrechamps, l’Instant Donné, Mutilatérale, le Nouvel Ensemble Moderne, Vortex, Hic et Nunc, l'Orchestre symphonique métropolitain de Tokyo.
Sa musique est jouée en France et à l’étranger, notamment au festival Musica (Strasbourg) , au festival Manca (Nice), à l’Abbaye de Royaumont , à l’IRCAM, au Forum Neues Musiktheater (Stuttgart), à MaerzMusik (Berlin), à Ars Musica (Bruxelles), au festival Why Note (Dijon) et au Suntory Summer Festival (Tokyo).
Elle a obtenu le prix de la Fondation Francis et Mica Salabert en 2006, le prix de composition Georges Enesco de la SACEM en 2007 et le prix Nadia et Lili Boulanger de l'Académie des beaux-arts (Institut de France) en 2021.
Elle a été lauréate de la villa Kujoyama en 2008, et est pensionnaire de la villa Médicis en 2010-2011.
Sa musique est éditée aux éditions Jobert.